# Božanska komedija
Božanska komedija (italijansko La divina commedia) je versko-alegorični ep, ki ga je napisal italijanski pesnik Dante Alighieri. Nastajala je od leta 1309 do 1321. Sprva jo je avtor imenoval samo komedija (Commedia), saj je ta beseda tedaj označevala vsako delo s tragičnim začetkom in srečnim razpletom. Dodatek Božanska je dobila šele po Dantejevi smrti, ko so bralci spoznali njeno pomembnost. Dodelil ga ji je Giovanni Boccaccio. Imela je izjemen vpliv na kasnejšo evropsko književnost. 
Delo je napisano v italijanščini, kitica je tercina (trije verzi), verz pa jambski enajsterec.
Ep sestavlja 100 spevov, razdeljenih na tri sklope ali kantike po 33 spevov. Dodan je še uvodni spev. Trije sklopi nosijo imena stopenj posmrtnega življenja v krščanstvu: Pekel (Inferno), Vice (Purgatorio) in Raj (Paradiso).
Božanska komedija predstavlja zbirko tedanjega znanja in je temeljno delo srednjega veka, komentira pa tudi tedanje politično dogajanje. Pogled na svet in človeka v delu je izrazito teocentričen (bog je središče vsega). Ob rojstvu prejme človek neomadeževano dušo, ki jo z grehi umaže. K bogu se ne more vrniti, dokler ni duša čista. Duša tako preide tri stopnje, ki so obenem sklopi Božanske komedije: človeško (pekel), odlaga (vice) in obnovo (nebesa). Ko se očisti vsega človeškega, jo sprejme slava večnega miru. V celotnem epu Dante obsoja krivice, nasilje, vojne in izdajstva, obenem pa sporoča, da bi ljudje lahko imeli raj na tej zemlji, če bi znali živeti v slogi in ljubezni. 
Dante lahko po božji milosti obhodi pekel, vice in nebesa. Skozi pekel in vice ga spremlja rimski pesnik Vergil, po nebesih pa ženska-angel Beatrice, ki ji je Dante posvetil že svoje mladostno delo.

## Vsebina
Dante zaide v temnem gozdu. Tam ga sreča Vergil in mu ponudi svoje spremstvo po devetih krogih pekla.

### Pekel
V pekel Dante in Vergil stopita skozi mogočna vrata, nad katerimi so izpisani znameniti verzi (v prevodu Andreja Capudra):
Tu skozi do trpečega greš mesta,
tu skozi pot gre v večne bolečine,
tu skozi k pogubljenim pelje cesta.
Pravično umel je stvarnik iz višine,
ustvaril me je silno, brez napake,
v ljubezni prvi, iz vednosti edine.
Pred mano ustvarjene stvari le take
so kakor jaz, ki tu stojim za večno,
kdor vstopiš, pusti zunaj upe vsake.
Pekel v delu sestavlja devet krogov, po katerih so razporejeni grešniki od blažjih k hujšim. Nekateri od krogov so še nadalje razdeljeni. V peklenskem preddverju bivajo duše nekristjanov, od prvega kroga pa preddverje ločuje reka Aheront.
1. krog (predpekel): predkrščanski pravičniki
2. krog: pohotneži
3. krog: požeruhi
4. krog: pohlepneži in zapravljivci
5. krog: jezni in lenuhi; za tem krogom obzidje Dita deli zgornje kroge pekla od spodnjih
6. krog: neverniki - heretiki
7. krog: nasilneži
8. krog: prevaranti
9. krog: izdajalci; to je najgloblji del pekla z bivališčem njegovega vladarja Luciferja. Imenuje se Kocit in je okovan v večni led.

Mimo Kocita Vergil in Dante zdrsneta na drugo stran Zemlje. Tam se začne pot v vice.

### Vice
Dvojica najprej stopi čez reko Tibero v predvice, kjer so duše malomarnežev. Nato se začneta vzpenjati po sedmih planotah gore vic, kjer se grešniki očiščujejo sedmerih glavnih grehov:
1. napuha,
2. zavisti,
3. lenobe,
4. jeze,
5. pohlepa,
6. požrešnosti in
7. pohote.

Na vrhu gore mora Dante skozi očiščevalni ogenj, Vergil pa ga zapusti, ker kot pogan ne sme v nebesa. Stopi v rajski vrt, prispodobo popolnega življenja in nasprotje črnega gozda, kjer je na začetku zašel. V njem ga sprejme Beatrice in ga spove. Nato se okoplje v rekah Letè, ki mu izbriše spomin na grehe, in Eunoè, ki mu obudi spomin na dobra dela, zatem pa z Beatrice odideta v raj.

### Raj
Raj je razdeljen na 9 nebes. 
1. nebo Lune
2. nebo Merkurja
3. nebo Venere
4. nebo Sonca
5. nebo Marsa
6. nebo Jupitra
7. nebo Saturna
8. nebo zvezd stalnic
9. nebo - kristalno ali prvo gibalo

Dante se nato vzpne na Empirej - nepomično nebo, ki je nad stvarnim. Tu se sreča z Bogom ter prejme spoznanje božanskega in človeške narave. To je povezano z blaženim zamaknjenjem, ki ga z besedami ni mogoče opisati. 